# Stephen Ameyu Martin Mulla

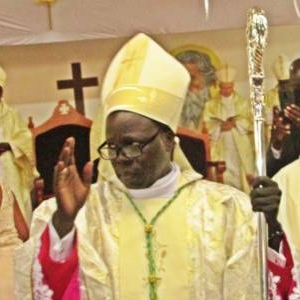
Erzbischof Stephen Ameyu Mulla (2022)

Kardinalswappen von Stephen Ameyu Mulla

Stephen Ameyu Martin Kardinal Mulla (* 10. Januar 1964 in Ido, Region Eastern Equatoria, Sudan) ist ein südsudanesischer Geistlicher und römisch-katholischer Erzbischof von Juba.

## Leben
Stephen Ameyu empfing am 21. April 1991 das Sakrament der Priesterweihe für das Bistum Torit. Nach pastoralen Aufgaben in der sudanesischen Hauptstadt Khartum war er von 1993 bis 1997 zum Doktoratsstudium an der Päpstlichen Universität Urbaniana in Rom. Seine Dissertation trägt den Titel Towards Religious Dialogue and Reconciliation in Sudan. Anschließend lehrte Ameyu am Priesterseminar von Juba, der Hauptstadt des Südsudan, und war zuletzt auch dessen Dekan. Seit 2013 arbeitete er zudem in der Verwaltung der Katholischen Universität von Südsudan.
Am 3. Januar 2019 ernannte ihn Papst Franziskus zum Bischof von Torit, nachdem dieses Bistum seit dem Tod von Bischof Akio Johnson Mutek 2013 mehr als fünf Jahre vakant geblieben war.  Die Bischofsweihe spendete ihm der Erzbischof von Juba, Paulino Lukudu Loro MCCI, am 3. März desselben Jahres. Mitkonsekratoren waren der Erzbischof von Khartum, Michael Didi Adgum Mangoria, und der Bischof von Yei, Erkolano Lodu Tombe. Noch im selben Jahr, am 12. Dezember 2019, ernannte ihn Papst Franziskus zum Erzbischof von Juba. Die Amtseinführung fand am 22. März des folgenden Jahres statt. Mit gleichem Datum wurde er zum Apostolischen Administrator des Bistums Torit ernannt, das er bis zum Amtsantritt seines Nachfolgers Emmanuel Bernardino Lowi Napeta am 15. Januar 2023 verwaltete. Vom 21. September 2020 bis 24. Januar 2021 war er außerdem Apostolischer Administrator des Bistums Wau.
Im Konsistorium vom 30. September 2023 nahm ihn Papst Franziskus als Kardinalpriester mit der Titelkirche Santa Gemma Galgani in das Kardinalskollegium auf. Die Besitzergreifung seiner Titelkirche fand am 10. Dezember desselben Jahres statt.
Am 4. Oktober 2023 berief ihn Papst Franziskus zum Mitglied des Dikasteriums für die Glaubenslehre.